# Pharomachrus pavoninus
Pharomachrus pavoninus е вид птица от семейство Трогонови (Trogonidae).

## Разпространение
Видът е разпространен в Боливия, Бразилия, Венецуела, Еквадор, Колумбия и Перу.